# Schloss Glaswein
Schloss Glaswein är ett slott i Österrike.   Det ligger i distriktet Korneuburg och förbundslandet Niederösterreich, i den nordöstra delen av landet, 40 km norr om huvudstaden Wien. Schloss Glaswein ligger 309 meter över havet.
Terrängen runt Schloss Glaswein är huvudsakligen platt, men österut är den kuperad. Närmaste större samhälle är Stockerau, 18,9 km söder om Schloss Glaswein. 
I omgivningarna runt Schloss Glaswein växer i huvudsak blandskog. Runt Schloss Glaswein är det ganska tätbefolkat, med 108 invånare per kvadratkilometer.